# Shigeharu Ueki
Shigeharu Ueki (japonès: 植木繁晴)  (Kawasaki, 13 de setembre de 1954 - Maebashi, 11 d'abril de 2024) va ser un futbolista japonès. Shigeharu Ueki va disputar 1 partits amb la selecció japonesa.